# (2705) Wu
(2705) Wu (1980 TD4; 1967 TC; 1976 GF8; 1976 JE1) ist ein Asteroid des inneren Hauptgürtels, der am 9. Oktober 1980 von der US-amerikanischen Astronomin Carolyn Shoemaker am Palomar-Observatorium etwa 80 Kilometer nordöstlich von San Diego, Kalifornien (IAU-Code 675) entdeckt wurde.

## Benennung
(2705) Wu wurde nach dem Astrogeologen Sherman S. C. Wu benannt, der beim United States Geological Survey tätig war. Wu und seine Mitarbeiter erstellten detaillierte topografische Karten ausgewählter Regionen des Mondes und des Mars veröffentlicht, darunter der Olympus Mons und Teile des Valles Marineris.